# Старр, Майк
Майкл Кристофер Старр (англ. Michael «Mike» Christopher Starr; 4 апреля 1966 года, Гонолулу, Гавайи — 8 марта 2011, Солт-Лейк-Сити, Юта) — американский рок-музыкант, наиболее известный по участию в гранж-группе Alice in Chains.
Майк Старр начал карьеру в 1982 году, став бас-гитаристом сиэтлского глэм-рокового коллектива SATO. В 1987 году присоединился к группе Alice in Chains, основанной гитаристом Джерри Кантреллом. Старр участвовал в записи двух студийных альбомов Facelift и Dirt, которые получили «золотой» статус и принесли группе всемирную популярность. В 1993 году из-за разногласий с другими музыкантами и менеджером Старр покинул группу, а его место занял Майк Айнез. После кратковременного участия в проекте Sun Red Sun, основанном вокалистом Black Sabbath Рэем Гилленом, Старр надолго завязал с музыкой.
На протяжении следующих лет Старр боролся с наркотической зависимостью, его неоднократно арестовывали за хранение незаконных препаратов и другие правонарушения. В 2010 году стал участником реалити-шоу «Реабилитация звёзд», где знаменитостям помогали преодолеть вредные пристрастия. После этого музыкант ненадолго вернулся к нормальной жизни, но вскоре возобновил приём наркотиков. В 2011 году Старр умер от передозировки лекарственных препаратов. Подобно другому гранж-музыканту, вокалисту Alice in Chains Лейну Стейли, погибшему в 2002 году от передозировки героина и кокаина, жизнь Майка Старра разрушила привязанность к наркотикам.

## Биография

### Ранние годы

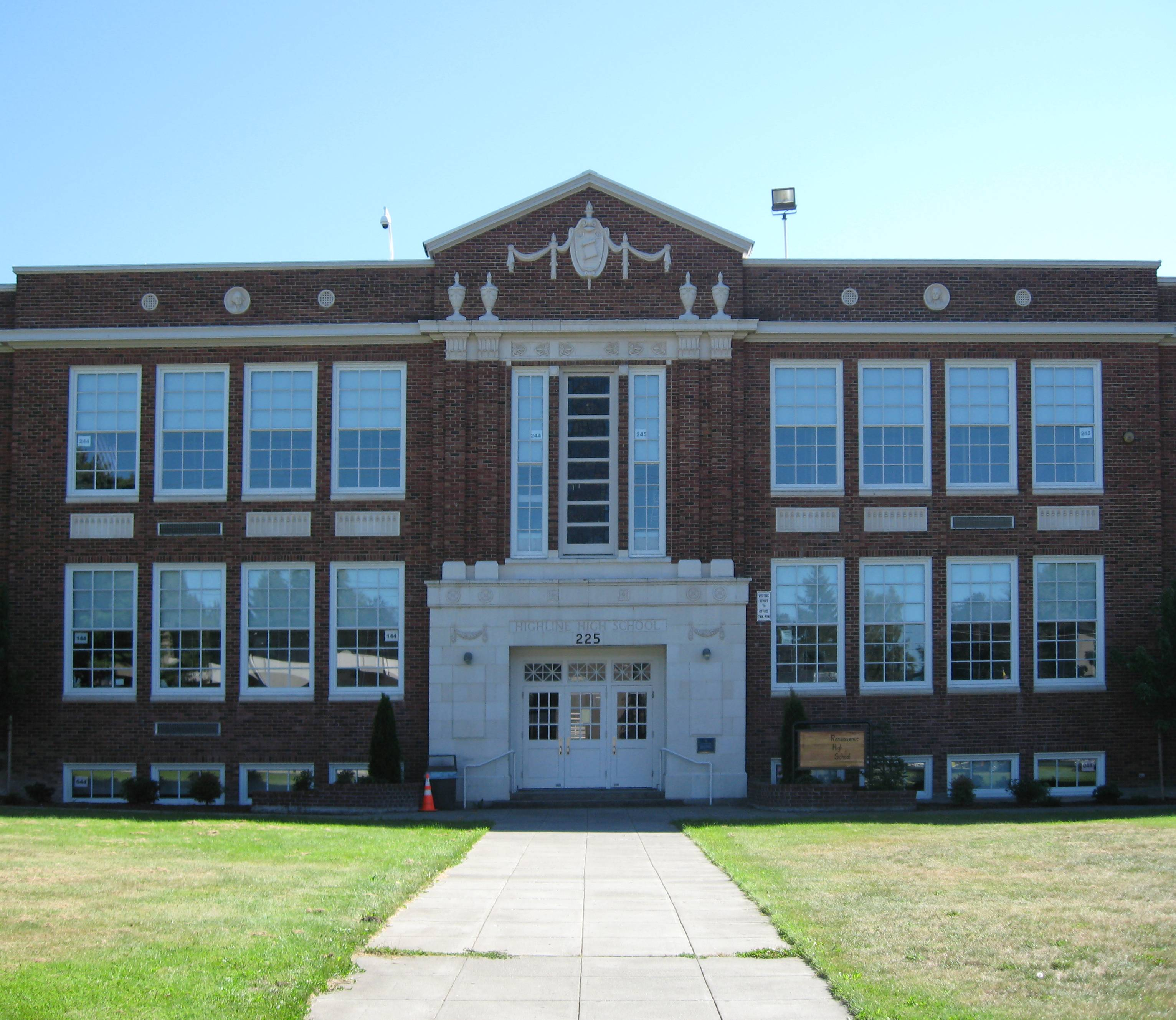
Школа Highline High School в Бьюриене, в которой учился Майк Старр

Майкл Кристофер Старр родился 4 апреля 1966 года в Гонолулу, столице штата Гавайи, США, в семье Джона и Гейл Старр. Через три года у него появилась сестра Мелинда. Вскоре родители разошлись и мальчик остался с отцом. Некоторое время Старр жил во Флориде, а в девятилетнем возрасте переехал в Сиэтл, штат Вашингтон. Майк учился в старшей школе Highline High School в Бьюриене, недалеко от аэропорта Сиэтл/Такома, с двенадцати лет подрабатывая мойщиком посуды в ресторанах IHOP. Из-за рано выросших усов он выглядел старше своих лет и с тринадцатилетнего возраста часто сидел в барах в Атлантик-Сити, где работал отец, куда пускали лишь восемнадцатилетних. Алкоголь и марихуану Старр впервые попробовал также рано.
Майк с детства мечтал стать рок-музыкантом и не помышлял о других профессиях. Первыми кумирами юноши были Джими Хендрикс и рок-группа Van Halen. По собственному признанию, музыкальный инструмент он выбрал методом исключения: «Попробовал фортепиано: слишком сложно. Попробовал барабаны: не понравилось. Попробовал петь: не получилось. Попробовал гитару и бас, и второй понравился больше». Родители поддержали стремления сына и купили бас-гитару на двенадцатилетие; по другой версии, первую гитару Майк купил сам на заработанные мытьём посуды деньги. В то же время, они скептически относились к возможности построить музыкальную карьеру, а мама даже в шутку говорила сыну, что готова оплачивать услуги психиатра: «Ты сумасшедший, если считаешь, что будешь зарабатывать музыкой на жизнь». В школьные годы Старр прослыл местной знаменитостью, так как играл в настоящей музыкальной группе и пользовался большим успехом у девушек. Первый коллектив Cyprus он создал вместе с другом Полом Паркинсоном, позаимствовав название из Библии. Гейл Старр сделала для сына футболки с символикой группы. Позже музыкантам понадобился новый барабанщик и они нашли замену в лице Шона Кинни, который дал объявление о поиске новой группы в газете. По словам Старра, Кинни играл круто, тем не менее, вскоре их выгнали из-за слишком юного возраста.
В шестнадцатилетнем возрасте Майк Старр часто заглядывал в соседский гараж, где репетировали старшие подростки Кен Крамер и Дэйв Дженсен. В 1982 году вместе с гитаристом Терри Хильдебрандом они создали группу SATO, названную в честь одноимённой песни Оззи Осборна с альбома Diary of a Madman. Музыканты всерьёз занялись репетициями, ежедневно практикуясь, и начали выступать в Сиэтле. Первый концерт состоялся 20 ноября 1982 года: группа выступила на конкурсе Battle of the Bands (с англ. — «Битва групп») в скейт-парке Crossroads в Белвью и одержала победу. О SATO начали писать в местных газетах Hit Line Times и The Profile. Группа придерживалась популярной глэм-роковой стилистики, выступая в обтягивающих блестящих костюмах и создавая театрализованные шоу с использованием световых и пиротехнических эффектов. Песня «Leather Warrior» (с англ. — «Кожаный воин»), записанная в январе 1984 года в студии Triad Studios и окрещённая Старром «самой гейской песней в мире», попала в руки продюсеру Джеффу Гилберту, работавшему над сборником Northwest Metalfest. Несмотря на юный возраст музыкантов SATO, Гилберт решил включить песню в компиляцию: «Они были просто детьми. Пытались использовать мощные слова или образы, но даже не понимали смысла того, о чём говорили. Я не мог удержаться от смеха. Но они были популярны, у них была масса девушек-поклонниц. И я подумал, что если включу их песню в сборник, то он будет хорошо продаваться». Альбом, представлявший лучшие образцы молодых металлических групп Северо-Запада США, вышел в 1984 году. На протяжении нескольких лет SATO продолжали выступать на местной сцене, в основном исполняя кавер-версии популярных песен. Некоторое время за группой наблюдал скаут из Atlantic Records, но контракт с лейблом так и не подписали из-за недостатка оригинального материала. К 1986 году Майк Старр покинул SATO и вскоре группа окончательно распалась.
Летом 1987 года в Сиэтле появилась новая рок-группа Gypsy Rose, в состав которой вошли вокалист Тим Брэном, гитарист Брок Гро и барабанщик Майк Джерсема. Им помогали трое бывших участников известных сиэтлских коллективов TKO и Q5, выступавшие в роли менеджеров и консультантов. Брок Гро учился в одной школе с Майком Старром и пригласил того занять вакантную должность бас-гитариста. По словам Брэнома, Gypsy Rose исполняли глэм-метал, похожий на творчество лос-анджелесской группы Dokken, с вокалом в стиле Ронни Джеймса Дио. Вскоре руководители проекта посчитали, что Гро не подходит группе, и вместо него пригласили гитариста Джерри Кантрелла. Кантрелл пробыл в Gypsy Rose недолго и ушёл через несколько недель из-за творческих разногласий. Вскоре похожая судьба постигла и Майка Старра, который покинул группу, не поделив подругу с барабанщиком Майком Джерсема. Приблизительно в то же время Майк Старр встретил в торговом центре Шона Кинни, с которым не виделся несколько лет. Выяснилось, что барабанщика выгнали из дому, и Майк предложил знакомому поселиться у него. Кинни поладил с мамой бас-гитариста, а позже начал встречаться с сестрой Мелиндой, фактически, став частью семьи Старров.

### Создание Alice in Chains

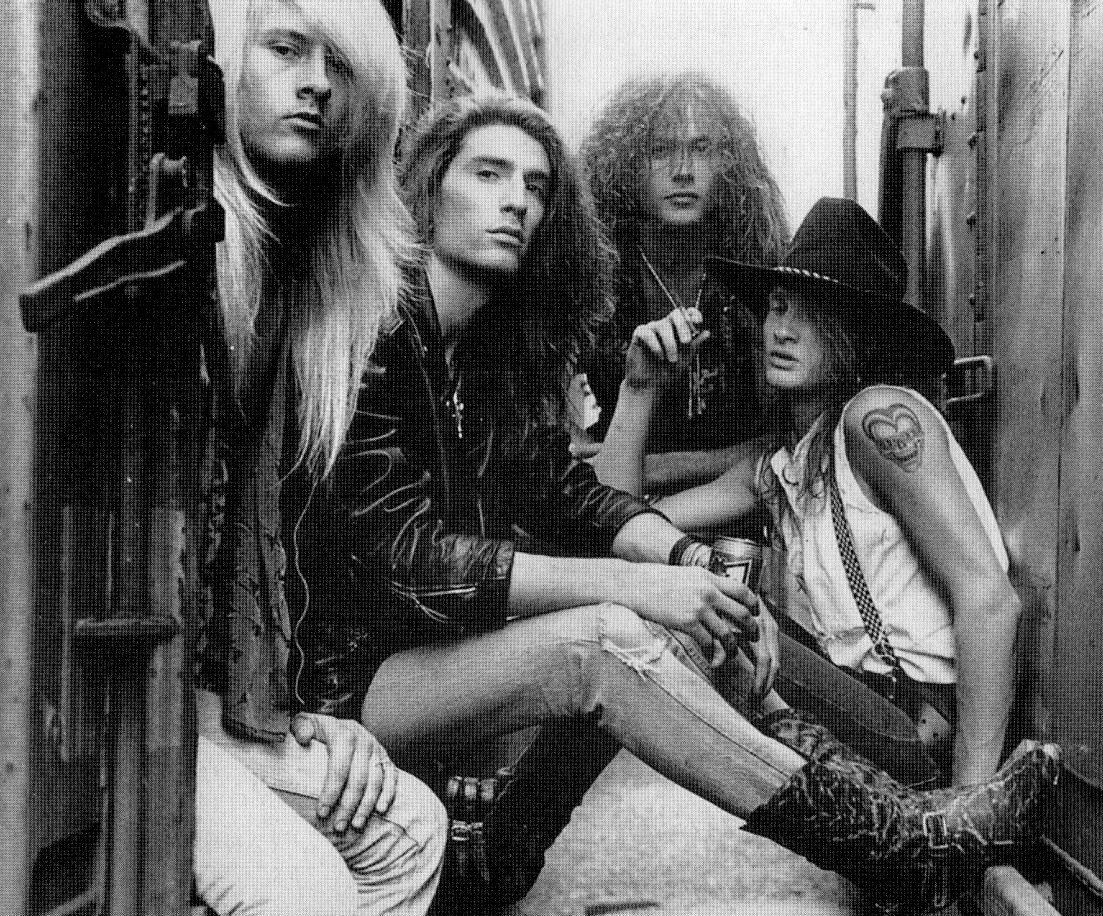
Alice in Chains в 1988 году: Джерри Кантрелл, Шон Кинни, Майк Старр, Лейн Стейли.

В конце 1987 года Джерри Кантрелл искал музыкантов для новой группы. Созданный им ранее коллектив Diamond Lie распался, так как других участников не устраивала лидирующая роль Кантрелла, придумывавшего песни самостоятельно; а в Gypsy Rose он не прижился из-за неподходящего стиля гитарной игры. Первым он вспомнил о барабанщике Шоне Кинни, с которым пересекался несколько лет тому назад. У Джерри сохранился клочок бумаги с телефоном подруги Кинни и он сумел договориться, чтобы барабанщик пришёл в клуб Music Bank послушать демозаписи. В ходе разговора Кантрелл отметил, что для новой группы понадобится бас-гитарист, и предложил кандидатуру Майка Старра. Кинни несказанно удивился, так как встречался с сестрой Майка Мелиндой и играл со Старром в нескольких группах с одиннадцатилетнего возраста. В конечном счёте Шон уговорил Майка прийти в Music Bank и они стали репетировать втроём. Последним к музыкантам присоединился вокалист Лейн Стейли. Майк встречался с Лейном раньше при экстравагантных обстоятельствах. Несколько лет тому назад, находясь под кислотой, бас-гитарист не придумал ничего лучше, чем надеть купальный халат, нижнее бельё, солнцезащитные очки и ковбойские сапоги, и в таком виде приехать на мотоцикле на пляж. Лейн позднее признавался, что увидев Майка впервые, подумал: «Вот чувак, с которым я хочу быть в одной группе». Таким образом окончательно сформировался состав группы, впоследствии получившей название Alice in Chains.
Группа жила и репетировала в клубе Music Bank вплоть до его закрытия после полицейского рейда. После этого музыканты стали искать новое жильё и поселились в доме, который сдавал приятель матери Майка Боб Джеффрис. Члены группы едва сводили концы с концами, но исправно платили арендную плату. По воскресеньям они приходили в гости к матери Майка Гейл Старр, а та щедро кормила друзей сына и давала еду с собой. Как вспоминал Тэд Бёрд, начинающий режиссёр, предложивший группе снять первое видео на песню «Sea of Sorrow», в то время Майк Старр был чрезвычайно дружелюбен: «Он всегда кружил вокруг меня, когда я приходил к группе, и относился, как к закадычному другу. […] Если вы хотели хорошо провести время, Майк Старр был тем, кто вам нужен». Старр также пользовался популярностью у девушек. Звукоинженер Ронни Шампань вспоминал, что проходя мимо дома, где жила группа, видел, как подруги поднимались к Майку одна за другой, чтобы заняться сексом.
Бас-гитары и оборудование Майка Старра было куплено в магазине Seattle Music, принадлежащем бывшему музыканту местной группы TKO Ивану Шили. Когда Alice in Chains отправились в студию записывать дебютный альбом, выяснилось, что бас-гитара не звучала, как требовалось. Продюсер Дэйв Джерден позвонил Шили и пожаловался на купленную аппаратуру. Выяснилось, что Майк Старр выкрутил регуляторы на максимум, из-за чего звук искажался. Шили настроил оборудование нужным образом, а чтобы Старр снова что-то не испортил, на усилителе вырезал ножом метки напротив нужных значений настроек.
Тогда же началось проявляться безответственное отношение Старра к деньгам и славе. По словам менеджера Alice in Chains Сьюзан Сильвер, с бас-гитаристом постоянно возникали проблемы: «Он думал, что если вы подписали контракт с крупным лейблом, то можете сорить деньгами налево и направо. Остальные ребята отлично осознавали, что полученные деньги — это ваши деньги, и от того, как ими распорядитесь, зависит, сколько останется в конце».

«Для обложки альбома [Facelift] мы хотели объединить наши четыре лица в одно, чтобы оно выглядело искажённым, но настоящим. Получившийся результат выглядел лицом реального человека, но безобразного, умственно отсталого или больного. На него было тяжеловато смотреть. У нас были отдельные фотографии каждого члена группы и лучше всего получилось лицо бас-гитариста Майка» — объяснял Лейн Стейли

Выпустив дебютный альбом, получивший название Facelift, музыканты отправились в полноценное концертное турне. Во время гастролей Майк Старр выделялся пьяными выходками. Так, выступая с группой Extreme, однажды его вырвало на ударную установку. В другой раз после окончания выступления Extreme он запрыгнул на акустическую систему и повалил её за 15 минут до выхода другой группы на сцену. На концерте в Нюрнберге его так достали местные зрители, что он плевался в толпу во время выступления. Тем не менее, по словам знакомого Старра Майка Джордана, музыкант наслаждался тем, что сумел стать известным музыкантом. Его заветной мечтой, согласно школьному дневнику, было стать рок-звездой и выступать вместе с Van Halen. Мечта сбылась, когда Alice in Chains пригласили играть на разогреве у Van Halen в туре по городам Северной Америки с августа 1991 по январь 1992 года. Узнав об этом, Майк Старр посреди ночи позвонил гитаристу SATO Кену Крамеру: «Чувак, не могу долго говорить. У меня телефон подруги и я в ванной. Мы будем открывать концерты Van Halen! Чувак, я так тебя люблю!… Я сейчас собираюсь всех обзвонить, пока она меня не нашла».
Во время турне с Van Halen в жизни музыкантов Alice in Chains впервые появился героин. По словам отца Майка Старра, с этим наркотиком закадычного друга сына Лейна Стейли познакомила подруга вокалиста Демри Пэррот. Однажды кончился кокаин, который они регулярно употребляли, и вместо него Демри достала героин. Как позднее признавался Лейн Стейли, после первой дозы он встал на колени и поблагодарил за это Бога. Сам Майк в этот период, несмотря на дружеские отношения с вокалистом, воздерживался от употребления тяжёлых наркотиков.

### На пике славы
Весной 1991 года Alice in Chains ненадолго отправились в студию London Bridge, где работали над записью песен, придуманных для фильма Кэмерона Кроу «Одиночки». Новый материал представлял собой преимущественно акустические композиции, не вяжущиеся с хеви-металлическим имиджем группы. Сессия запомнилась несколькими примечательными моментами с участием Старра. Для начала, когда звукоинженер Джонатан Плам впервые встретился с бас-гитаристом, то тот признался, что был под экстази начиная с прошлой ночи. Кроме того, в процессе работы Старр захотел перезаписать басовую партию, изначально исполненную гитаристом Джерри Кантреллом, так как всерьёз беспокоился, что мама услышит песню и поймёт, что это играл не он. Ещё один забавный инцидент произошёл в конце сессии, когда музыканты исполнили шуточную песню «Love Song», обменявшись инструментами, а Старр сыграл на гитаре. В конечном счёте, записанные песни вышли в виде мини-альбома Sap.
В 1992 году Alice in Chains приступили к записи второго полноценного альбома в лос-анджелесской студии One on One. Майк Старр потребовал, чтобы в студию прилетел Иван Шили и помог с басовыми партиями. В то время Лос-Анджелес охватили массовые беспорядки из-за приговора, вынесенного чернокожему Родни Кингу, поэтому Шили отказывался прилетать, пока его не уговорил менеджер группы Келли Кёртис. В аэропорту его должен был встречать Майк Старр, но так и не появился в назначенное время. Рассерженный Шили поставил бас-гитаристу ультиматум: или тот прекращает развлекаться с девочками и завязывает с наркотиками, или он немедленно улетает обратно. У Старра не оставалось выбора и он согласился на поставленные условия. Вдвоём они прослушали демоверсии песен с альбома и подобрали партии бас-гитары для каждой из них, за исключением уже готовой «Would?». Помимо написания музыкальных партий, Шили настроил для Старра педаль эффектов. В студии Старр использовал белую бас-гитару Spector, а также усилитель Ampeg SVT, которые в сочетании с гитарным эффектом и определили фирменное звучание баса на новой пластинке.
Во время записи альбома между бас-гитаристом и другими членами группы начали возникать конфликты. Однажды Старр последовал примеру Лейна Стейли и закрылся вместе с ним в ванной, но когда вышел оттуда после принятой дозы, его вырвало на пол студии. После этого ему пришлось объясняться со звукорежиссёром Брайаном Карлстромом и выяснилось, что Старр попробовал героин впервые. Разногласия усугубились, когда Майк Старр начал настаивать на включении в альбом своей песни «Fear the Voices». Бас-гитарист требовал, чтобы продюсер уделял ей много времени, так как хотел заработать после публикации. Старр так носился с этой песней, что её окрестили «мёртвой мышью Майка Старра». «Будто ребёнок приносит мёртвую мышь в школу, показывает всем, заботится о ней, а она грязная и всё такое, и никто больше не хочет её видеть» — вспоминал продюсер Дэйв Джерден. Джерри Кантреллу и Шону Кинни песня не нравилась, и единственным, кто поддерживал Старра, был Лейн Стейли. Однако когда находившийся навеселе Старр в очередной раз прослушал песню и решил позвонить Стейли, чтобы тот приехал в студию и перезаписал партию, терпение вокалиста лопнуло: он бросил трубку и больше не прикасался к песне. «Fear the Voices» так и не попала на пластинку, но вышла через несколько лет в составе бокс-сета Music Bank. Новый альбом Alice in Chains получил название Dirt и, будучи выпущенным на волне интереса к гранжу, принёс группе огромную популярность: поднялся на шестое место в хит-параде Billboard 200 и вскоре стал «золотым».

### Уход из группы
Ещё во время тура с Van Halen Майка Старра уличили в том, что он добавлял много имён в список приглашённых на концерты, а полученные бесплатные билеты или пропуска для прохода за кулисы перепродавал. Сам Старр объяснял это тем, что на вырученные деньги покупал наркотики для Лейна Стейли, однако гитарный техник Рэнди Биро был другого мнения: «Лейн не нуждался в том, чтобы кто-то доставал для него наркотики. Нужные люди приходили сами». После выхода второго альбома Alice in Chains отправились в длительный концертный тур и проблемы со Старром продолжали накапливаться. Подражая другу, вслед за Лейном Стейли бас-гитарист стал принимать тяжёлые наркотики. Однажды он по ошибке проглотил отбеливатель, который использовался для стерилизации шприцов, после чего попал в больницу и несколько концертов пришлось отменить. Отношение Старра к делу также ухудшилось и он начал пропускать репетиции. По словам Сьюзан Сильвер, бас-гитарист начал представлять опасность для группы: «У него была фантастическая мама, которая всячески старалась помочь, но он постоянно попадал в неприятности. У группы возникали проблемы с законом, связанные с наркотиками или незаконной продажей билетов. Он занимался этим с отцом и это могло привести к тому, что на группу станут смотреть косо». В конце концов, остальные члены группы решили расстаться со Старром.
Так как Alice in Chains находились в концертном туре, им в срочном порядке требовалась замена. На место Старра пришёл Майк Айнез из группы Оззи Осборна, знакомый музыкантам Alice in Chains по совместным выступлениям. Финальный концерт Майка Старра в составе группы состоялся 22 января 1993 в бразильском Рио-де-Жанейро. После исполнения заключительной песни Старр сошёл со сцены в слезах. К тому времени наркотическая зависимость музыканта достигла критической отметки. Ещё до концерта во время полёта на вертолёте Старру стало плохо и его стошнило. Кроме того, после выступления он принял дозу сначала с Куртом Кобейном, а после с Лейном Стейли, и в итоге потерял сознание. Очнувшись, он увидел плачущего Стейли и узнал, что был мёртв на протяжении одиннадцати минут. Когда объявили о том, что Майк Старр покидает Alice in Chains, это было обставлено в виде его личного желания оставить группу на время. Майк Айнез был представлен в качестве временной замены, но уже через несколько месяцев стал полноценным участником группы, а Старр больше в неё не возвращался. В биографии Старра на сайте Alice in Chains было написано, что «Майк Старр достиг вершины горы, после чего отошёл от дел».

### Дальнейшая судьба
После ухода из Alice in Chains Майку Старру было тяжело вернуться к обычной жизни. Он обижался на группу, полагал, что не заслуживал такой участи, и не общался с другими музыкантами, за исключением Лейна Стейли. Кроме того, он так и не мог прекратить употреблять наркотики. Майк пытался продолжить карьеру и в 1993 году присоединился к рок-группе Sun Red Sun, основанной бывшим вокалистом Black Sabbath Рэем Гилленом (ходили слухи, что это произошло не без участия менеджера Alice in Chains Сьюзан Сильвер). Проект просуществовал недолго, так как Гиллен заболел СПИДом и умер 3 декабря 1993 года, а группа распалась.
В 1994 году Майк Старр отправился на лечение в клинику Lakeside-Milam Recovery Center. Там он познакомился с другим пациентом Джейсоном Буттино, который изначально не знал, что общается с рок-звездой. Старр познакомил Буттино с родителями, они подружились и в середине 1990-х начали жить вместе. Бас-гитарист завязал с музыкой, но продолжал принимать наркотики. По оценке Буттино, Старр употреблял до пяти граммов героина в день, что обходилось в среднем в пятьсот долларов ежедневно.
К проблемам с наркотиками в середине 1990-х годов у Старра добавились неприятности с законом. 12 апреля 1994 года его арестовали в аэропорту Хьюстона, когда он пытался украсть чужой багаж. После задержания выяснилось, что Старр находился под действием наркотиков; кроме того, у него нашли марихуану и другие запрещённые препараты. В результате Старр провёл 90 суток в техасской тюрьме в Харрисе. Через несколько лет — 5 мая 2003 года — во время перелёта из Лос-Анджелеса в Солт-Лейк-Сити Майка Старра и его отца Джона уличили в употреблении наркотиков на борту самолёта. Сначала Майк провёл полчаса в туалете, что вызвало подозрения у стюардов, а после они заметили, как Джон Старр пытался сделать сыну укол. Сотрудники авиакомпании сообщили об инциденте администрации аэропорта и после приземления обоих Старров задержала полиция. После обыска у них в багаже нашли героин и принадлежности для приёма наркотиков, и арестовали обоих. Майк признал себя виновным в незаконном хранении героина и его выпустили под залог. Приговор должен был быть вынесен 25 августа 2003 года, но Старр так и не явился в суд на рассмотрение дела.
В конце 1990-х Майк Старр познакомился с журналистом Джоном Бренданом и они начали обсуждать совместные проекты. После выхода бокс-сета Alice in Chains Music Bank у Старра возникла идея выпуска видеоклипа на собственную песню «Fear the Voices». Он собрал несколько десятков видеозаписей и с помощью Брендана послал их руководству группы, но проект так и не был доведён до завершения. Вместо этого Брендан воплотил в жизнь другую идею Старра, опубликовав биографию музыканта.
36-й день рождения — 4 апреля 2002 года — Майк Старр провёл вместе с Лейном Стейли. Он заглянул домой к старому другу и тот признался, что тяжело болен: помимо наркотической зависимости, у Стейли обнаружили гепатит C. Оба были «под кайфом» — Майк употреблял бензодиазепины, а Стейли — смесь героина и кокаина, известную как спидбол. Лейн убеждал друга, что видел накануне погибшую невесту Демри Пэррот. В конце концов Лейну стало хуже и Майк предложил вызвать скорую, но Стейли уговорил не делать этого и пригрозил, что больше не будет с ним разговаривать. Услышав это, Майк рассердился и, несмотря на уговоры друга, покинул дом Стейли. Последнее, что он услышал от Стейли, это слова «Не уходи вот так вот. Только не это». Через две недели тело Стейли было обнаружено полицией, которую вызвала мать, обеспокоенная долгим отсутствием новостей от сына. Выяснилось, что Стейли умер от передозировки на следующий день после разговора с Майком Старром, и тот, вероятно, был последним, кто видел Стейли живым. Майк Старр присутствовал на похоронах Стейли вместе с другими музыкантами группы, а также Сьюзан Сильвер и её мужем Крисом Корнеллом.

### «Реабилитация звёзд»

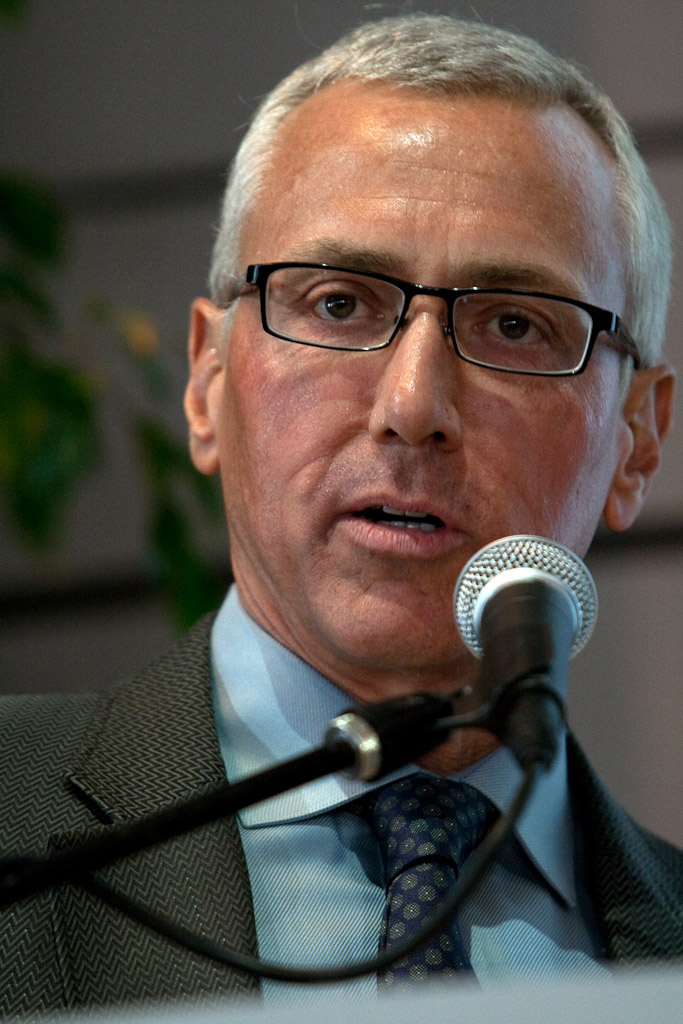
— известный американский терапевт, специалист по борьбе с наркозависимостью, связанной с рок-н-рольным образом жизни. C 2008 года на телеканале VH1 транслировалось реалити-шоу «Реабилитация звёзд с доктором Дрю»

В январе 2010 года Майк Старр вернулся на телевизионные экраны, став участником реалити-шоу Celebrity Rehab with Dr. Drew (с англ. — «Реабилитация звёзд с доктором Дрю»). В дебютном эпизоде Старр признался, что отправлялся на лечение в клинику около тридцати раз. Он также чувствовал вину за то, что бросил Лейна Стейли одного в тот злополучный день, тогда как Стейли ранее спас его жизнь. Помимо Мелинды и Гейл Старр, на передаче появилась мать Лейна Стейли Нэнси Маккалум, которая поддержала Майка в борьбе с пагубной привычкой и рассказала другим участникам, каково это — потерять сына-наркомана. Как и другие участники шоу, в ходе съёмок Майк Старр прошёл через 21-дневный курс интенсивной терапии, содержавшей как беседы с доктором Дрю, так и нестандартные способы лечения, включая музыкотерапию. В заключительной серии третьего сезона, вышедшей 4 марта 2010 года, Майк Старр выразил надежду, что сможет окончательно завязать с наркотиками.
Бывшие коллеги Старра по Alice in Chains неодобрительно высказались об этом телевизионном проекте. Гитарист Джерри Кантрелл признался, что не смотрел шоу, пожелал Майку Старру скорейшего выздоровления, но раскритиковал саму передачу: «Я думаю, что это просто пародия и им должно быть стыдно помещать людей в ситуацию, где они наиболее уязвимы, и развлекать этим зрителей». Барабанщик Шон Кинни поддержал Кантрелла: «Они эксплуатируют людей, когда тем хуже всего, когда они не в себе. Но хуже всего, что из этого делают развлечение, хотя на деле это вопрос жизни и смерти. Не думаю, что это кому-то помогает. Просто попытка сыграть на том, что люди находятся на грани смерти, а на самом деле — глупое и жалкое зрелище».
После участия в Celebrity Rehab Майк Старр ненадолго вернулся к нормальной жизни. Музыкант принял участие в спин-оффе телешоу под названием Sober House (с англ. — «Дом трезвенников»). Он вернулся на сцену, выступив вместе с юными музыкантами «Школы рока» Пола Грина на концерте в голливудском Театре Генри Фонды, где исполнил «Man in the Box» и несколько песен Kiss. Во время интервью на радиостанции Loveline Старр заявил, что сотрудничает с гитаристом Игги Попа Уайти Кирстом и недавно написал одиннадцать новых песен. Бас-гитарист также записал вместе с филадельфийской певицей Лейаной кавер-версию песни Sonic Youth «Kool Thing».

### Смерть
В начале 2011 года Майк Старр переехал в Солт-Лейк-Сити, чтобы начать работу в новой группе вместе с бывшим вокалистом Days of the New Трэвисом Миксом. Несмотря на попытки завязать с наркотиками, избавиться от вредной привычки ему так и не удалось. Достоверно об этом стало известно 17 февраля 2011 года, когда полиция остановила микроавтобус Микса за нарушение дорожной разметки. В ходе разговора по рации офицер заметил у Майка Старра подозрительный пузырёк, в котором нашли таблетки оксиморфона и алпразолама. Кроме того, вскрылись подробности нарушений Старра, датируемых 2003 годом, и его вновь посадили в тюрьму Солт-Лейк-Сити. Позже музыканта отпустили, так как кто-то внёс за него требуемую сумму залога.
Последние 24 часа жизни Старр провёл вместе с Трэвисом Миксом и его женой Микаэлой. 7 марта 2011 года он отвёз семейную пару в соседний Орем, где тем выдали рецепт на метадон. Известно, что в течение дня Майк звонил жениху сестры, а также оставил голосовое сообщение знакомому поставщику марихуаны, признавшись, что отчаянно нуждается в наркотиках. Вернувшись домой, он слушал музыку и пытался уснуть. Чета Миксов провела ночь в приготовлениях к поездке, которая планировалась на следующий день. Утром 8 марта они заглянули к Старру, который выглядел сонным, но был в сознании. Водитель так и не приехал вовремя, поэтому они легли спать. Проснувшись около часа дня, Миксы заглянули к Майку и увидели, что тот лежал без сознания на кровати рядом с ноутбуком, одетый в футболку и шорты. Соседи позвонили владельцу дома Спенсеру Роддену и тот вызвал полицию. Приехавшие сотрудники полицейской и пожарной службы констатировали смерть музыканта. В отсутствие видимых причин гибели, они опросили соседей и владельца здания, и те рассказали, что Майк регулярно принимал смесь метадона и диазепама. Офицеры также связались с матерью Старра, которая рассказала, что у сына не было проблем со здоровьем, за исключением повышенного уровня беспокойства, вызванного, в том числе, арестом месячной давности.
Смерть Старра потрясла его знакомых и бывших коллег. На сайте Alice in Chains было опубликовано официальное заявление: «Джерри и Шон скорбят о потере друга и просят СМИ уважать их частную жизнь, а также частную жизнь семьи Майка в это трудное время. Их мысли и молитвы обращены к семье Майка». Соболезнования в социальных сетях выразили множество известных рок-музыкантов, среди которых Стивен Адлер, Мэтт Сорум и Слэш (Guns N’ Roses), Никки Сикс, Майк Портной, а также знакомые Старра по шоу Celebrity Rehab Маккензи Филипс и Лиза Д’Амато, доктор Дрю Пински и менеджер Дженнифер Хименес. Согласно завещанию Старра, душеприказчицей стала мать Гейл Старр. Некоторые принадлежавшие ему предметы были завещаны в качестве подарков, а остальные поровну распределены между родителями и сестрой. Несмотря на отсутствие у полиции подозрений в насильственной смерти, похороны отложили на несколько недель, чтобы провести медицинские тесты. Согласно официальному токсикологическому отчёту, причиной смерти стала передозировка лекарственных препаратов. В организме обнаружили ксанакс и алкоголь. После смертей участников программы Celebrity Rehab Майка Старра и Джеффа Конауэя в начале 2012 года телеканал VH1 приостановил съёмки шоу.
20 марта 2011 года в Сиэтле состоялась частная поминальная церемония, прошедшая в местном музее Experience Music Project. Сразу за ней в Сиэтлском центре неподалёку от Международного фонтана состоялась публичная церемония прощания со Старром, в которой приняли участие родные и близкие музыканта. На сцене демонстрировались фотографии Старра, а также эпизоды шоу Celebrity Rehab с его участием; также была выставлена его неизменная белая бас-гитара Spector. Своими воспоминаниями делились школьные друзья Майка, доктор Дрю Пински и основатель реабилитационного центра в Пасадине Майк Блум, гитарист SATO Кен Крамер, невеста погибшего от наркотиков сиэтлского музыканта Эндрю Вуда Ксана Ла Фуэнте, лос-анджелесский промоутер Хэппенин Гарри, а также Джерри Кантрелл и Шон Кинни. В своей прощальной речи Кантрелл сказал: «Он был хорошим человеком, со светлой душой и большим сердцем. Я когда-то слышал от друга, который уже не с нами, что всегда стоит стремиться к тому, чтобы оставаться людьми, и Майк точно был настоящим человеком. Он был моим другом. Я люблю его и буду скучать по нему».

## Музыкальный стиль
Майк Старр не отличался высокой техникой исполнения; вместо этого брал агрессивностью и напором. Кен Крамер из SATO рассказывал, что в группу Майка взяли только потому, что тот постоянно приходил на репетиции старших подростков и повторял, что умеет играть на бас-гитаре, пока те не сдались. Тим Брэном из Gypsy Rose тоже отмечал, что Майк не был выдающимся бас-гитаристом, а выделялся лишь высокой популярностью у девушек. Ещё один сиэтлский музыкант Мэтт Фокс сравнивал Старра с сержантом, которого ценили за то, что «даже посреди пустыни мог достать травку, бензин и девочек». Тем не менее, Иван Шили, который работал с бас-гитаристом в процессе записи альбома Dirt, отмечал его трэш-металлический стиль, ставший неотъемлемой частью звучания Alice in Chains.
Хотя большинство басовых партий придумывал вовсе не Старр, бас-гитарист стремился к их творческой переработке. Для первого альбома Facelift музыку написал Джерри Кантрелл, записав демоверсии на четырёхдорожечный магнитофон, запрограммировав барабаны и наложив на них бас-гитару, гитару и вокал; когда всё было готово, гитарист показал каждому участнику группы, включая Старра, что нужно играть. Для мини-альбома Sap Кантрелл и вовсе хотел оставить сыгранные им партии в финальной версии песен, но Старр вмешался и настоял на том, что исполнит их сам. Во время работы над Dirt Старр вместе с Иваном Шили написали партии ко всем песням, кроме «Would?», используя в качестве источника вдохновения песни Led Zeppelin и Black Sabbath. Шили был более техничным исполнителем, поэтому когда показывал Старру нужные ноты, тот подстраивал их под себя: «Когда он учил мои партии, то не повторял их в точности. Он оставлял изо всех нот, показанных мною, только некоторые, и именно они стали финальной басовой партией».
Участие Старра в творческом процессе и написании песен было сравнительно небольшим. На первых двух студийных лонгплеях и акустическом мини-альбоме он стал соавтором двух песен: «It Ain’t Like That» и «Rain When I Die». Джерри Кантрелл так оценивал вклад музыкантов: «Лейн писал много… Майк старался больше для себя и даже Шон писал больше него». Единственная песня, полностью написанная Старром, вышла в бокс-сете Music Bank в 1999 году, уже после ухода бас-гитариста из группы; ею стала «забракованная» во время сессий Dirt «Fear the Voices». В аннотации к изданию Джерри Кантрелл написал, что зажигательная композиция не соответствовала унылому настроению альбома: «Это была хорошая песня, но мы как раз достигали вершин нашей мрачности».

## Инструменты и оборудование
В составе Alice in Chains Майк Старр чаще всего играл на белой бас-гитаре Spector. Этот инструмент неразрывно ассоциировался с музыкантом и даже был выставлен на сцене на церемонии прощания со Старром. Несколько бас-гитар Spector вместе с усилителями Mesa Boogie достались Старру в подарок от Майкла Энтони после завершения концертного тура с Van Halen. Впоследствии он чаще всего использовал модель Spector NS-2, а также инструменты, производившиеся на фабриках в Чехии и Корее. Уже после смерти музыканта компания Spector Basses выпустила именную бас-гитару Майка Старра, основанную на модели Euro4LX. Работа над нею началась ещё при жизни Старра, но закончилась лишь в 2015 году. Компания выпустила ограниченное количество инструментов с корпусом и грифом из клёна, с подписью музыканта, фразой «1966 — Forever» (с англ. — «1966 — навсегда») и специальной инкрустацией в виде звезды на 12 ладу.
Для получения характерного «рычащего» звучания бас-гитары на первом альбоме Facelift использовалось оборудование, отличавшееся от студийных выступлений. Звукорежиссёр Ронни Шампань скептически относился к концертному басовому усилителю, полагая, что тот даёт слишком громкое звучание. Он считал роль Старра в группе схожей с обязанностями ритм-гитариста, поэтому снимал чистый бас-гитарный звук с помощью DI-бокса и пропускал через гитарный усилитель. Кроме того, для припевов Шампань использовал «старый трюк Джона Энтвистла» и дублировал партии с помощью шестиструнного баса, специально купленного продюсером Дэйвом Джерденом. Во время записи второго альбома Dirt набор аппаратуры изменился. Бас-гитаре было выделено три дорожки: стандартная, с использованием басового усилителя Ampeg SVT; ещё одна с сигналом, пропущенным через педали SansAmp и Tube Screamer; последняя дорожка содержала партию бас-гитары, проигранную через ламповый предусилитель с эффектом хоруса.

## Память
Майк Старр стал вторым участником оригинального состава Alice in Chains после Лейна Стейли, который умер, так и не сумев справиться с многолетней наркотической зависимостью. Оставшиеся в живых участники группы, воссоединившейся в 2006 году с новым вокалистом, неоднократно отдавали дань памяти погибшим друзьям. Во время концертного турне 2013 года Шон Кинни играл на барабанной установке, на которую были нанесены буквы LSMS — инициалы Лейна Стейли и Майка Старра. Выступая в Рио-де-Жанейро, музыканты надели футболки сборной Бразилии по футболу, а за их спинами висели футболки с фамилиями Стейли и Старра. В 2018 году вышел очередной альбом Alice in Chains, посвящённый музыкальной истории Сиэтла. В заглавной песне «Rainier Fog» (с англ. — «Туман Рейнира») содержались строки, посвящённые Лейну Стейли и Майку Старру: «Я бесплотен, я лишь тень того, чем был раньше. Мы с тобой делим пространство, которое всегда остаётся наполовину пустым». Кроме того, во время концерта в 2018 году Джерри Кантрелл признался, что исполняя песню «Nutshell», они всегда посвящают её своим погибшим друзьям.
В 2018 году стало известно о том, что американский музыкант Тим Брэном собирается выпустить песню «Eagles of Night» (с англ. — «Ночные орлы»), посвящённую Лейну Стейли и Майку Старру. Бывший вокалист группы Gypsy Rose знал музыкантов ещё со времён основания Alice in Chains и называл «орлами сиэтлской музыкальной сцены». По словам Брэнома, он намеревался записать песню и снять видеоклип, но столкнулся с юридическими проблемами, связанными с использованием имён музыкантов. В течение последующих лет песня так и не увидела свет.
В память о Старре появилась страница на Фейсбуке, которую стала вести Мелинда Старр. Сестру музыканта тронула та забота, которую выразили поклонники группы после смерти Майка: «Проявления любви и внимания, которые мы (семья Майка) испытали за год, были невероятными. Брат затронул сердца многих участием в группе, стоявшей у истоков нового и крутого музыкального жанра, а также своей борьбой. Которая всегда была очень публичной, очень реальной и, к сожалению, очень грустной. Брат был прекрасным музыкантом и удивительным человеком. Всё, чего он хотел, — стать рок-звездой, и я рада, что его мечта сбылась. Alice in Chains были силой, с которой приходилось считаться… и Майк, несомненно, был частью этой силы. Приятно осознавать, что я не одна, кто так думает».
В 2001 году вышла книга Unchained: The Story of Mike Starr and His Rise and Fall in Alice in Chains (с англ. — «Освобождённый от цепей: История Майка Старра, его взлётов и падений в Alice in Chains»), написанная журналистом Джоном Бренданом. Автобиографическая книга была написана совместно со Старром, по мотивам интервью с музыкантом, его друзьями и родственниками. Выпущенная в формате «издания для журнального столика», книга содержала собственную версию событий, произошедших со Старром в девяностые годы. В 2015 году вышло очередное издание книги Alice in Chains: Untold Story (с англ. — «Нерасказанная история Alice in Chains») авторства Дэвида де Солы. В ней содержалась детальная биография каждого члена группы, в том числе информация о последних днях Майка Старра, восстановленная после изучения архивных материалов и общения с родными и близкими музыканта.

## Дискография
- SATO — Northwest Metalfest[англ.] (1984)[69]
- Alice in Chains — We Die Young (1990)[70]
- Alice in Chains — Facelift (1990)[71]
- Alice in Chains — Sap (1992)[72]
- Alice in Chains — Dirt (1992)[73]
- Sun Red Sun[англ.] — Sun Red Sun[англ.] (1995)[74]
- Alice in Chains — Nothing Safe: Best of the Box (1999)[75]
- Alice in Chains — Music Bank (1999)[76]
- Alice in Chains — Live (2000)[77]
- Alice in Chains — Greatest Hits (2001)[78]
- Alice in Chains — The Essential Alice in Chains (2006)[79]
- SATO — Leather Warriors — Sato Anthology 82/86 (2017)[80]